# Tangled Up Tour
Tangled Up Tour är Girls Alouds fjärde konsertturné. De uppträdde runtom i Storbritannien, från den 3 maj till den 29 augusti 2008.

## Låtlista för arenaspelningarna
- Sexy! No No No...
- Girl Overboard
- Sound of the Underground
- Close To Love

Kostymbyte
- Can't Speak French
- Love Machine
- Black Jacks
- Biology

Kostymbyte
- Whole Lotta History
- With Every Heartbeat (Robyn-cover)
- I'll Stand By You

Kostymbyte
- Fling
- Push It (Salt N' Pepa-cover)
- Wake Me Up / Walk This Way
- Control of the Knife / Trick Me (Kelis-cover)
- Call The Shots
- Jump

Kostymbyte
- Something Kinda Ooooh

## Låtlista för sommarspelningarna
- Sexy! No No No...
- Girl Overboard
- Sound of the Underground
- Close To Love

Kostymbyte
- Can't Speak French
- Love Machine
- Black Jacks
- Biology
- Whole Lotta History
- With Every Heartbeat (Robyn-cover)
- I'll Stand By You
- Push It (Salt N' Pepa-cover)
- Wake Me Up
- Walk This Way
- Control of the Knife/ Trick Me (Kelis-cover)
- Call The Shots
- Jump
- Something Kinda Ooooh